# بلبوس أمريكي
بلبوس أمريكي (الاسم العلمي:Muscari americanum) هو نوع غير مؤكد من النباتات يتبع جنس البلبوس من الفصيلة الهليونية.